# Kostas Novakis
Kostas Novakis (griechisch Κώστας Νοβάκης, Mazedonisch: Костас Новакис; * 1957) ist ein Musiker und Amateur-Ethnograph aus Griechenland. Er ist Angehöriger der slawisch sprechenden Volksgruppe im griechischen Teil Makedoniens. Kostas Novakis sammelt und veröffentlicht Aufnahmen traditioneller Volksmusik in lokalen slawischen mazedonischen Dialekten.

## Biographie
Kostas Novakis stammt aus Koufalia, in der Nähe von Giannitsa, Griechenland, wo er als Zahnarzt arbeitet. Seit der Mitte der 90er-Jahre dokumentiert er an verschiedenen Orten in West- und Zentral-Makedonien slawisch-mazedonische Lieder. Er begann  diese Musik auch selbst zusammen mit seiner Frau Haroula, einer ethnischen Griechin, zu interpretieren und aufzunehmen. Ursprünglich wurden die Aufnahmen privat unter Freunden vertrieben. 2002 und 2003 veröffentlichte er drei CDs mit einer Sammlung dieser Lieder in Begleitung  lokaler Instrumentalisten und Musikern aus den Grenzstädten Gevgelija und Bogdanci in der benachbarten Republik Mazedonien. Die CDs enthalten Titel auf Mazedonisch und Griechisch. Die Veröffentlichung wurde in der Presse als die erste dieser Art in Griechenland und als „Tabubruch“ beschrieben, weil diese Art von Musik in Griechenland seit Jahrzehnten nicht öffentlich vorgetragen und zuvor nicht dokumentiert worden war. Er gibt an, mehr als 1000 Lieder in lokalen slawischen mazedonischen Dialekten aufgenommen zu haben. Novakis ist Mitglied des „Zentrums für Mazedonische Kultur“ in Griechenland und war Gast des „Meetings der Flüchtlinge aus dem Ägäischen Mazedonien“ in Trnovo, Republik Mazedonien.

## Diskographie
- White field down to the White sea (Avlos Editions) (Λευκός κάμπος πλάι σε θάλασσα λευκή / Бело поле до Белото море)
- Rising of the green forest (Avlos Editions) (Πράσινο δάσος / Развила гора зелена)
- Offer from Thessaloniki (Avlos Editions) (Πρόσφορα από τη Θεσσαλονίκη / Понуда од Солун)

| Personendaten    | Personendaten                                               |
| ---------------- | ----------------------------------------------------------- |
| NAME             | Novakis, Kostas                                             |
| ALTERNATIVNAMEN  | Νοβάκης, Κώστας (griechisch); Новакис, Костас (mazedonisch) |
| KURZBESCHREIBUNG | griechischer Musiker und Amateur-Ethnograph                 |
| GEBURTSDATUM     | 1957                                                        |